# The One with Two Parts, Part Two
The One with Two Parts, Part Two (dansk: Den Med To Gange, Anden Del) er det 17. afsnit i sæson 1 af den amerikanske sitcom Venner. Afsnittet er instrueret af Michael Lembeck og skrevet af David Crane og Marta Kauffman. Afsnittet blev første gang vist d. 23. februar 1995 på NBC.

## Plot
Rachel og Monica er taget på skadestuen fordi Rachel faldt ned fra balkonen (i The One with Two Parts, Part One) og da hun ikke selv har en forsikring bytter hun identitet med Monica, så hun kan bruge hendes. Til trods for at de begge har svært ved aggere under den andens navn, inviterer de de to læger hjem. Pigerne kommer dog midt i det hele lidt op at skændes og begynder så at gøre nar af hinanden. Rachel siger bl.a. (i sin rolle som Monica) at hun er glad for at hun er køkkenchef så hun kan koste rundt med andre og det hele eskalerer da Monica (i rollen som Rachel) kommer til at snakke med Rachels far og fortæller at hun en gang var i seng med en anden fyr – i deres seng. Rachel indser dog at det er dumt at bruge Monicas forsikring så de går hen på hospitalet igen og laver nogle helt nye papirer.
Vennerne holder sammen med nogle inviterede et surpriseparty for Phoebe i anledningen af hendes fødselsdag, men gæsterne kommer ved en fejl til at overraske Ross der taber kagen, som bliver til en substans han omtaler som citron-smat. Phoebe opdager dog hurtigt at Joey ikke er der. Han valgte at tage til hendes tvillingesøster Ursulas fødselsdag, men ærgede sig over at de to fødselsdage lige faldt på samme dag. Ursula brænder senere Joey af og af den grund opsøger Phoebe Ursula for at tage en snak med hende. Phoebe har desuden også taget en gave med og Ursula giver en igen. Gaven fra Ursula er dog den trøje Joey tidligere spurgte Phoebe om hun ville prøve, fordi han ville tjekke at den passede på Ursula. Da Ursula ikke vil være sammen med Joey mere bliver Phoebe nødt til at tage trøjen på og spille Ursula. Joey kysser hende i troen om at det er Ursula, men kan godt mærke at det ikke er som det plejer og Phoebe bliver afsløret.
Ross har haft en drøm om at han spiller fodbold med sin kommende søn Ben som bolden og snakker derfor med sin far, om han også var bekymret da han skulle have barn. Ross' far misforstår og tror at Ross har følt sig overset og vil derfor til at tage ham på tur til Williamsburg. Ross' far fortæller dog efter om hvordan han første gang kunne mærke at han var blevet far, da Ross tog rundt om hans ene finger. Da Marcel senere sluger en en spillebrik og vågner efter at have været på hospitalet tager han fat i Ross' finger som Ross' far havde beskrevet han selv gjorde.
Afsnittet slutter med scene hvor det skal forestille at vi ser vennerne gennem Monica og Rachels fjernsyn der stadig er efterssynkroniseret til spansk efter at Marcel har været i gang med fjernbetjeningen.

## Trivia
- Lægerne, der spilles af George Clooney og Noah Wyle spiller begge ligeledes læger i TV-serien Skadestuen.